# Aularches miliaris
Aularches miliaris is een rechtvleugelig insect uit de familie Pyrgomorphidae. De wetenschappelijke naam werd gepubliceerd in 1758 door Carl Linnaeus in de tiende editie van Systema naturae.